# Parailurus
Parailurus is een geslacht van uitgestorven verwanten van de kleine panda (familie Ailuridae). De soorten leefden tijdens het Plioceen en Pleistoceen in Noord-Amerika, Europa en Azië.

## Fossiele vondsten
Fossielen van Parailurus wijzen er op dat het geslacht in het Plioceen en Pleistoceen een wijde verspreiding over de noordelijke continenten had. De vondsten dateren van 4 tot 2,5 miljoen jaar geleden. Het eerste fossiel van Parailurus werd in 1899 gevonden in het Engelse Suffolk, waarna de typesoort P. anglicus werd beschreven. Later volgden fossiele vondsten elders in Europa van P. anglicus en een tweede soort P. hungaricus in Roemenië, Slowakije, Duitsland en Italië. In 1977 werd in de Amerikaanse staat Washington een kies van Parailurus gevonden daterend uit de North American Land Mammal Age Blancan. In 2003 werd een fossiel van Parailurus gevonden in Japan, in 2008 gevolgd door de beschrijving van de soort P. baikalicus aan de hand van een fossiele vondst in Rusland.

## Kenmerken
Parailurus had sterkere en robuustere kaken en schedel dan de kleine panda. Het gebit wijst er op dat Parailurus een bladeter was.